# Siegfried von Feuchtwangen

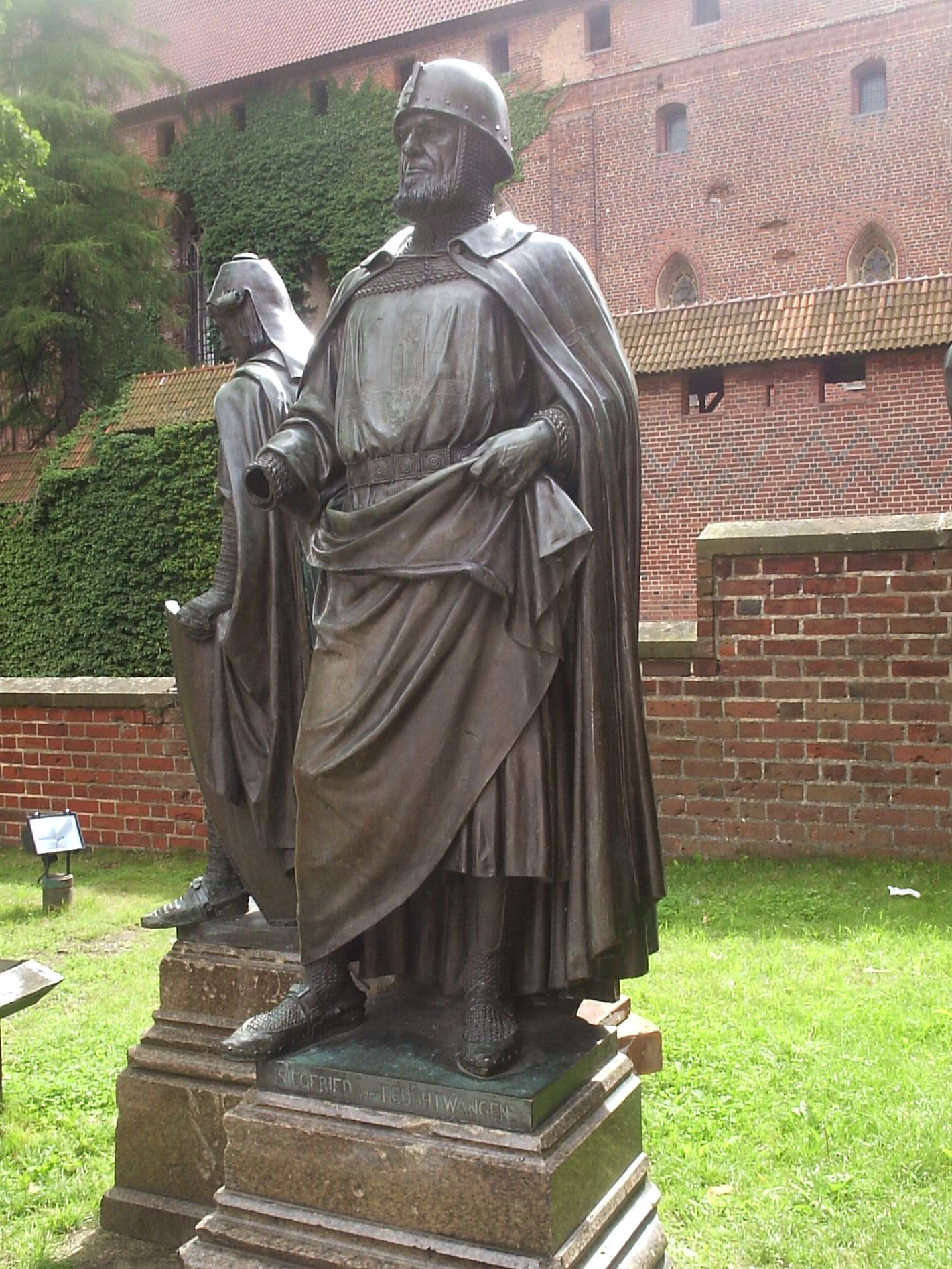
Statue Siegfrieds von Feuchtwangen auf der Marienburg

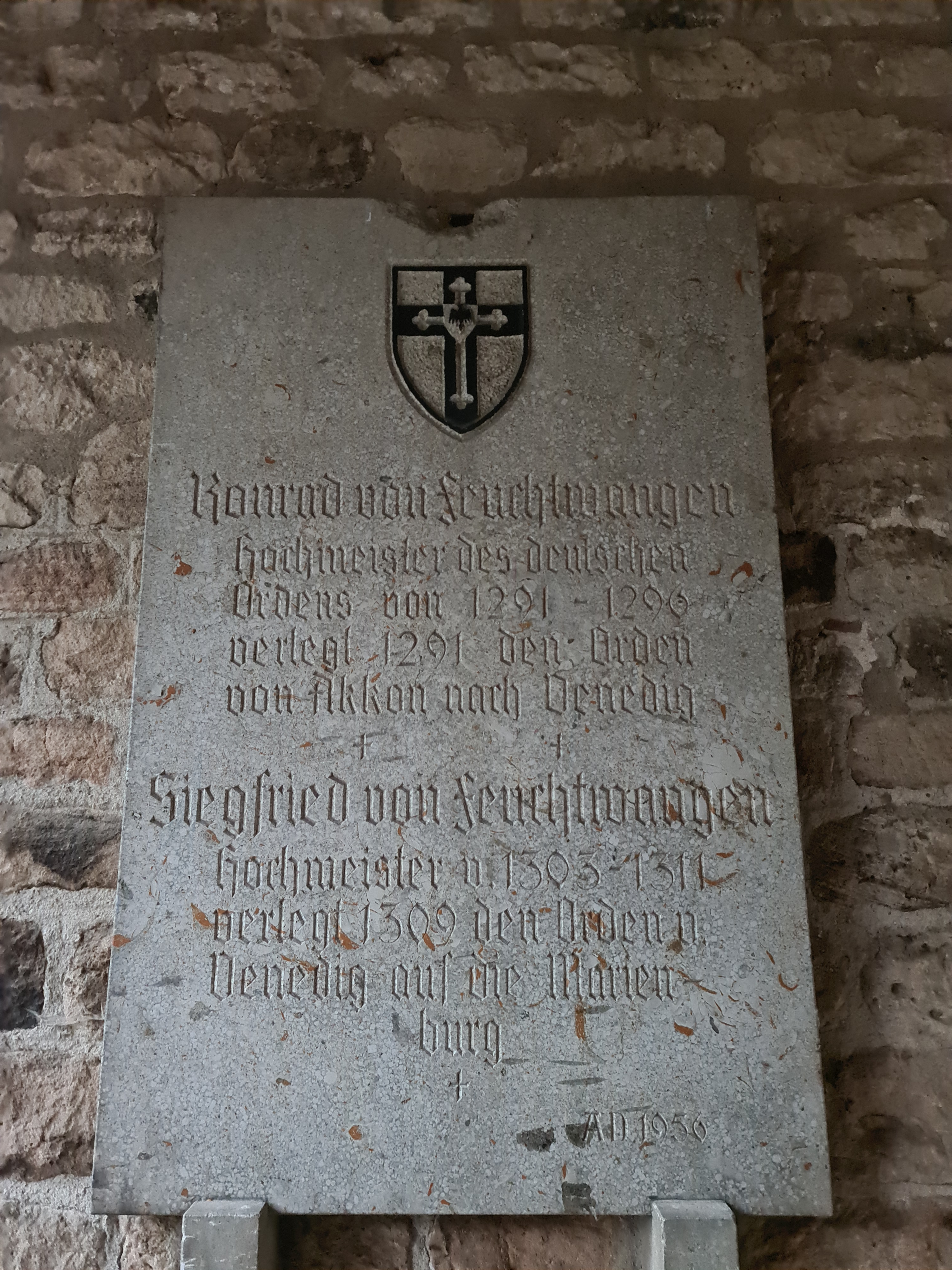
Gedenktafel für Konrad und Siegfried von Feuchtwangen im Kreuzgang in Feuchtwangen

Hochmeisterwappen Siegfrieds von Feuchtwangen

Siegfried von Feuchtwangen († 3. Mai 1311) war der 15. Hochmeister des Deutschen Ordens vom 18. Oktober 1303 bis zu seinem Tode.

## Leben
Siegfried von Feuchtwangen stammte wahrscheinlich aus einer fränkischen Ministerialenfamilie, mit nicht näher erschließbarer Verwandtschaft zu Konrad von Feuchtwangen.
Siegfried von Feuchtwangen ist erstmals 1298 nachweisbar und zwar bereits als Deutschmeister des Deutschen Ordens, er starb 1311 auf der Marienburg. Siegfried von Feuchtwangen wird in einer in Nürnberg ausgestellten Urkunde vom 16. November 1298 erstmals genannt. Es handelt sich hierbei um eine Streitsache zwischen ihm, dem Deutschmeister des Deutschen Ordens, und seinen Ordensbrüdern einerseits und dem Helwig von Randersacker, dem Meister des St. Johannisordens von Deutschland und dessen Ordensbrüdern andererseits.
Er war Komtur von Wien und von 1298 bis 1303 Deutschmeister.
Zum Hochmeister wurde er im Oktober im preußischen Elbing (polnisch: Elbląg) vom Generalkapitel gewählt, nachdem sein Vorgänger Gottfried von Hohenlohe abdanken musste. Der Orden befand sich in einem Zustand der inneren Zerstrittenheit, nachdem 1291 die letzten Bastionen im Heiligen Land verloren gegangen waren. Um eine Spaltung zu vermeiden, reiste Siegfried sogleich zum Hauptsitz des Ordens nach Venedig, wohin ihn Konrad von Feuchtwangen verlegt hatte. Im Jahre 1307 wurde der Templerorden aufgelöst, was auch ein Signal an andere Ritterorden war.
Nachdem der kujawische Piastenherzog und spätere polnische König Władysław I. Ellenlang den Orden gegen die Brandenburger, die Danzig belagerten, zur Hilfe gerufen hatte, kam es im November 1308 zur Übernahme von Danzig durch den Deutschen Orden, da der Herzog den vereinbarten Lohn nicht bezahlte. Daraus erwuchs die zunehmende Feindschaft zwischen dem Orden und Polen. Inzwischen hatte der Hochmeister seinen Hauptsitz 1309 für einige Monate nach Marburg verlegt. Gespräche mit dem Herzog über einen Verkauf seiner Ansprüche an Pommerellen scheiterten auch, aber die Markgrafen von Brandenburg traten ihre konkurrierenden Rechtsansprüche an Pommerellen am 13. September 1309 vertraglich gegen Zahlung von 10.000 Silbermark ab.
Vermutlich nur einen Tag später, am Kreuzerhöhungstag, zog Siegfried während eines Generalkapitels in die Ordensburg Marienburg ein. Siegfried verlagerte damit endgültig den Hauptsitz des Ordens ins preußische Ordensland. Der Streit um die Verlegung des Haupthauses endete mit der Exkommunizierung des Hochmeisters und seiner Getreuen durch den päpstlichen Legaten Francesco di Moliano.
In Preußen ordnete er die Verwaltungsgliederung neu und kodifizierte das preußische Recht („40-Artikel-Gesetz“).
Er starb 1311 und wurde im Dom zu Kulmsee (polnisch: Chełmża) beigesetzt.
Die Gestalt Siegfrieds von Feuchtwangen wurde von polnischen Geschichtsschreibern gern verzerrt und in schwärzesten Farben als die eines grausamen Tyrannen entstellt.

## Denkmäler
- Denkmal in der Ordensburg Marienburg (Abbildung) bei Danzig
- Für die Berliner Siegesallee gestaltete Reinhold Begas eine marmorne Büste Siegfrieds als Seitenfigur der Denkmalgruppe 8 zu dem zentralen Standbild für Waldemar (den Großen), enthüllt am 22. März 1900.
- Im Kreuzgang des Klosters Feuchtwangen befindet sich seit 1959 eine Gedenktafel für Siegfried- und Konrad von Feuchtwangen